# اوتمار والتر
اوتمار والتر (به آلمانی: Ottmar Walter) بازیکن فوتبال و مهاجم اهل آلمان است که از سال ۱۹۵۰ میلادی عضو تیم ملی فوتبال آلمان بوده‌است. وی در ۲۱ بازی ملی حضور داشته است و آخرین بازی ملی خود را در سال ۱۹۵۶ میلادی انجام داد. اوتمار والتر در بازی‌های ملی‌اش ۱۰ گل به ثمر رساند.